# Рододендрон плотный
Рододе́ндрон плотный (лат. Rhododéndron impeditum) — вечнозелёный кустарник, вид рода Рододендрон (Rhododendron), семейства Вересковые (Ericaceae).
Используется в качестве декоративного садового растения, а также в селекционных программах.
Китайское название: 粉紫杜鹃 (fen zi du juan).

## Распространение и экология
Китай (северо-западная часть Юньнань, западная часть Сычуань). Открытые склоны, заросли рододендронов, альпийские луга на высотах 2500—4600 метров над уровнем моря.

## Ботаническое описание
Вечнозелёный низкий кустарник высотой от 0,3 до 1,2 м. Годичный прирост 1—3 см. Крона плотная, подушковидная. Побеги короткие, покрыты мелкими чёрными чешуйками. Кора бурая, шелушащаяся.
Листья яйцевидные, эллиптические, широкоэллиптические или продолговатые, (0.4–)0.5–1.4(–1.6) × (0.25–)0.3–0.6(–0.8) см. Основание листа ширококлиноводное, вершина заострённая или тупая. Верхняя и нижняя стороны сильно чешуйчатые. Расстояние между чешуйками вдвое меньше, чем диаметр чешуйки. Черешки листьев покрыты чешуйками и волосками, их длина 1—3 мм.
Цветков в соцветиях по 2—4.
Венчик (0.7–)0.8–1.5 см, у культурных форм 2—2,5 см в диаметре, широковоронковидный, фиолетово-голубой, пурпурный, фиолетовый, розово-лавандовый, реже белый, внутренняя часть зева волосистая. Цветоножки 1—4 см. Столбик голый. Тычинок 5—11, основания нитей покрыты волосками. Цветение с мая до середины июня, после распускания листьев, часто повторно в августе — сентябре.
Плод — маленькая коробочка, семена светло-коричневые, созревают в октябре.

## В культуре
В культуре с 1918 года. В основном используется в альпинариях.
Светолюбив. Предпочитает влажные, слабокислые или кислые, торфянистые почвы. Морозостоек. В климатических условиях средней полосы России полностью зимостоек.
Зацветает уже на второй год после высева семян.
В ГБС с 1965 года. Высота 0,45 м, диаметр кроны 50 см. Вегетация 139 дней. Первое цветение и плодоношение в 15 лет, в оранжерее — на втором году жизни. Цветет ежегодно, обильно, в течение 28—30 дней. Всхожесть семян 95 %. В условиях Нижегородской области при наличии снегового покрова зимостоек. В бесснежные зимы при малом снеговом покрове вымерзает. Обильно цветёт только после тёплых зим. Семена вызревают.
В культуре присутствуют белоцветковая и розовоцветковая формы этого вида, получившие статус сорта. Сорта гибридного происхождения созданные с участием рододендрона плотного, как правило, значительно крупнее видовых растений.